# Shinya Okahara
Shinya Okahara (japanisch 岡原 慎也 Okahara Shinya; * 31. Oktober 1954) ist ein japanischer Pianist und Musikpädagoge.

## Leben
Okahara begann im Alter von vier Jahren Klavier zu spielen. Er studierte in Tokio an der Tōkyō Geijutsu Daigaku und an der Universität der Künste Berlin und besuchte Meisterkurse an der Hochschule für Musik und Theater München. Er leitet das Piano Research Laboratory am Osaka College Of Music und unterrichtet an der Universität der Künste in Berlin und der Musikhochschule in München. Mit Fritz Schwinghammer und Dietrich Henschel gründete er die Deutsch-Japanischen-Liedgesellschaft.
Als Pianist begleitete er u. a. die Sänger Hermann Prey, Theo Adam, Stephan Genz und insbesondere Dietrich Hentschel bei Konzerten und Aufnahmen. Als Kammermusiker spielte er in Duo-, Trio-, Quartett- und Quintettformationen. Sein Repertoire umfasst u. a. sämtliche Lieder von Franz Schubert und Hugo Wolf, Lieder von Robert Schumann, Johannes Brahms und Richard Strauss und alle Klaviersonaten Ludwig van Beethovens.